# Liolaemus espinozai
Espèce
Statut de conservation UICN

 LC  : Préoccupation mineure
Liolaemus espinozai est une espèce de sauriens de la famille des Liolaemidae.

## Répartition
Cette espèce est endémique de la province de Catamarca en Argentine. On la trouve entre 2 200 et 2 800 m d'altitude.

## Description
C'est un saurien vivipare.

## Étymologie
Cette espèce est nommée en l'honneur de Robert Earl Espinoza.

## Publication originale
- Abdala, 2005 : Una nueva especie del género Liolaemus perteneciente al complejo darwinii (Iguania:Liolaemidae) de la provincia de Catamarca, Argentina. Revista Española de Herpetología, vol. 19, p. 5-17.